# Piórolotkowate

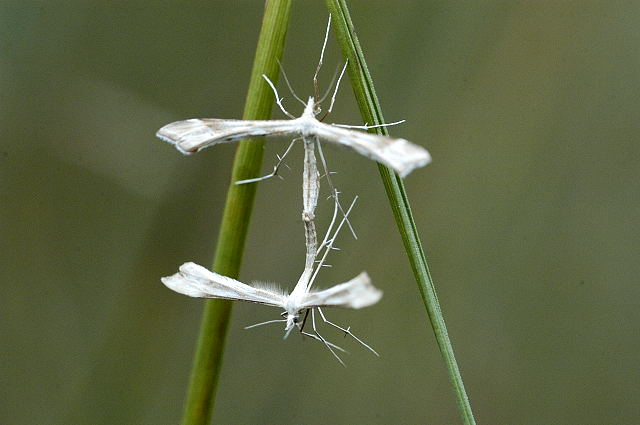
Gillmeria ochrodactyla podczas kopulacji

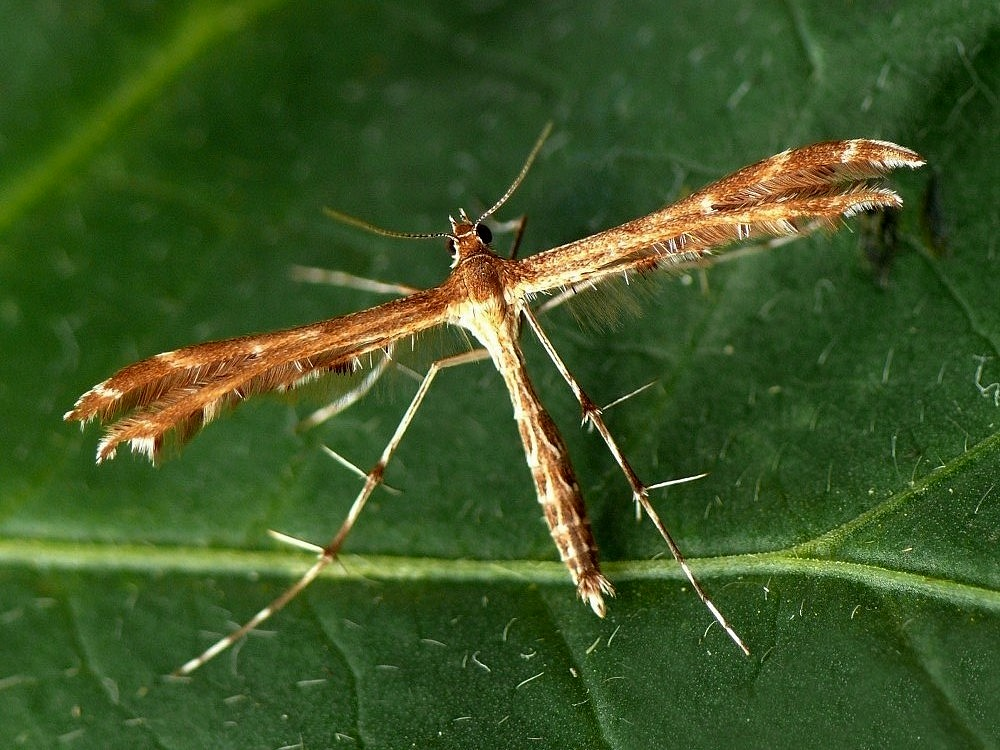
Crombrugghia distans

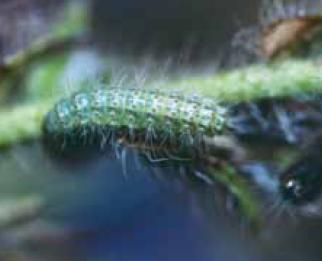
Gąsienica Chocophorus alternaria

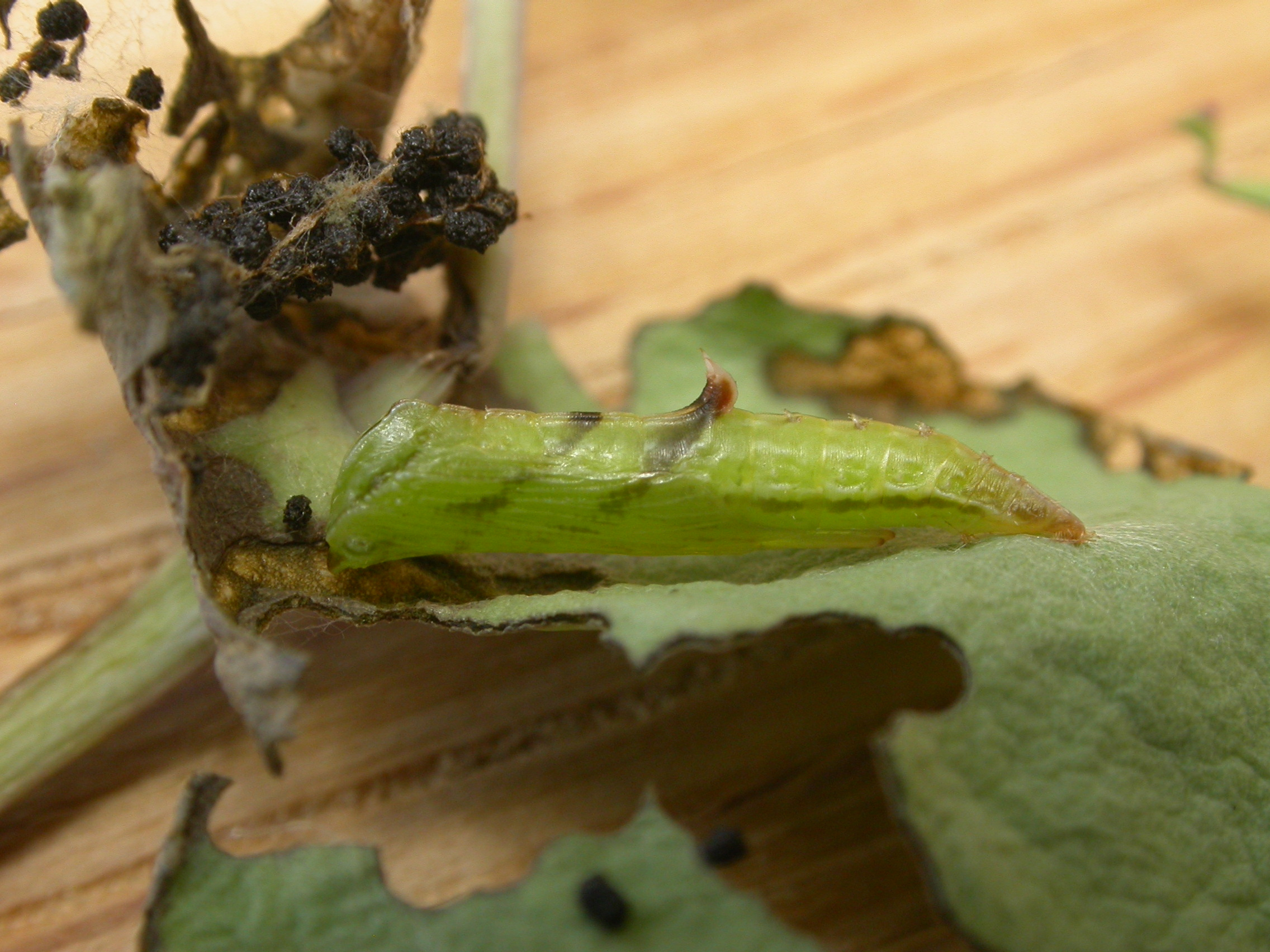
Poczwarka Sinpunctiptilia emissalis

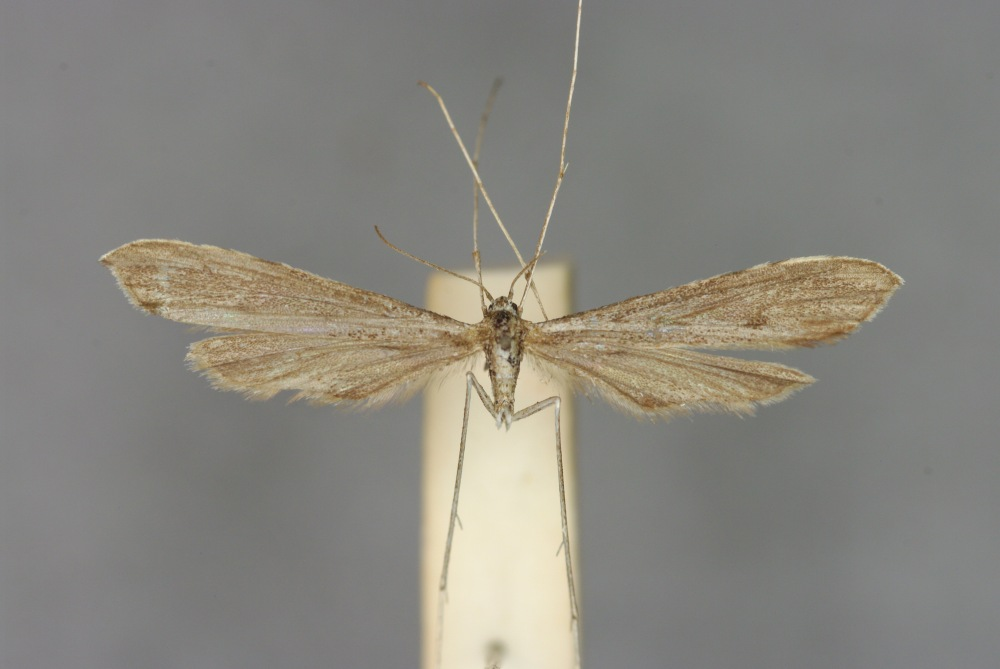
Agdistis adactyla – piórolotek o skrzydłach niepodzielonych

Piórolotkowate, piórolotki (Pterophoridae) – rodzina motyli z podrzędu Glossata. Obejmuje ponad 1300 opisanych gatunków. Kosmopolityczna. Imagines mają małe głowy, smukłe odwłoki, cienkie i długie odnóża oraz (z wyjątkiem Agdistinae) skrzydła podzielone wcięciami na 2–3 piórka. Aktywne są wieczorem i nocą, niekiedy też o świcie. Gąsienice żerują wewnątrz lub na zewnątrz różnych części roślin.

## Taksonomia
Według stanu na 2011 rok rodzina ta obejmuje 90 rodzajów i 1318 gatunków. Klasyfikuje się je w monotypowej nadrodzinie Pterophoroidea. Jej relacje z innymi rodzinami są niejasne – jako najbliżej spokrewnione wskazuje się Tineodidae, Oxychirotidae lub rozstrzępiakowate (Alucitidae).
Tradycyjnie dzieli się je na 3 podrodziny: Agdisitinae, Platyptiliinae i Pterophorinae. Glies proponuje podział na 4 podrodziny i 6 plemion:
- Agdistinae
- Ochyroticinae
- Deuteroopinae
- Pterophorinae – plemiona: Tetraschalini, Platyptiliini, Exelastini, Oxyptilini, Oidaematophorini, Pterophorini

## Opis

### Owady dorosłe
Motyle te mają niewielką głowę pozbawioną przyoczek, wyposażoną w bezłuską ssawkę, dobrze rozwinięte głaszczki wargowe i orzęsione, nitkowate czułki o wyraźnie grubszych dwóch pierwszych członach. Na potylicy trzykrotnie rozwidlone łuski formują krezę potyliczną, z którą sąsiaduje kołnierz szerokich łusek wyrastających z przedtułowia. Skrzydła o rozpiętości od 8 do 60 mm (do 32 mm u gatunków Polskich), długie, wąskie i, z wyjątkiem podrodziny Agdisitinae, podzielone wcięciami na piórka. Przednie skrzydła podzielone są dwa, rzadziej trzy piórka, a tylne na zawsze na trzy. Głębokość wcięć jest różna: na przednim skrzydle sięgać może 3/4 długości, a ostatnie wcięcie tylnego tylko 1/8 długości skrzydła. Podział skrzydeł na piórka daje owadowi możliwość znacznego zredukowania ich powierzchni po złożeniu, dzięki czemu stawiają one mniejszy opór wiatrom, chroniąc przed zdmuchnięciem z rośliny. Odnóża są bardzo długie i cienkie, często z parą ostróg na goleniach, a pierwsza para zawsze z epifizą na nich. Odwłok jest długi i smukły, a narządy rozrodcze samic i samców mają różnorodną budowę.

### Stadia rozwojowe
Jaja piórolotków są spłaszczone, owalne lub eliptyczne, zwykle o gładkiej powierzchni. 
Gąsienice mają ciała obłe lub grzbietobrzusznie spłaszczone, pokryte różnej budowy szczecinkami, zwykle zarówno pierwotnymi jak i wtórnymi. Po każdej stronie ciała biegnie 6 rzędów oszczecinionych brodawek (verrucae). Głowa wyposażona w wyłącznie pierwotne szczecinki i 6 par przyoczek bocznych, u dojrzałych gąsienic prawie prognatyczna. Żuwaczki z 5, rzadziej 6, a bardzo rzadko z 8 ząbkami. Przetchlinki na tułowiu i odwłoku okrągłe, niekiedy wyraźnie wystające. Występuje 5 par posuwek, każda z półkolistym wieńcem haczyków na zewnętrznym brzegu podeszwy.
Poczwarki motyli z tej rodziny są długie i smukłe, obłe lub spłaszczone. Tylny koniec ciała mają zwężony i zakończony kolcowatym kremastrem z licznymi haczykowatymi szczecinkami. Głowa ich jest zwykle płasko ścięta. Często poczwarki są silnie oszczecinione. Wiele gatunków ma rzędy kolców na wierzchu odwłoka.

## Biologia i ekologia
Piórolotki są stenotopami. Dorosłe są mało aktywne. Latają wieczorem, nocą, czasem o świcie, przemieszczając się na krótkie dystanse, lotem wahadłowym. Dzień spędzają na roślinach żywicielskich gąsienic i w ich pobliżu, przybierając pozycję z ciałem wyniesionym na dwóch pierwszych parach nóg, ostatnią parą ułożoną bardziej równolegle do ciała i tylnymi skrzydłami złożonymi pod przednimi.
Gąsienice żerują wewnątrz tkanek roślinnych, na zewnątrz nich lub w strefie pośredniej. U wielu gatunków zmieniają strefę żerowania w trakcie rozwoju. Pokarmem mogą być liście, pąki kwiatowe, kwiaty, owoce i łodygi. Gąsienice wykazują znaczną specjalizację pokarmową, np. larwy piórolotka bagniczka żerują na rosiczce okrągłolistnej, w tym jej włoskach gruczołowych.

## Rozprzestrzenienie
Rodzina kosmopolityczna. W Polsce występują 53 gatunki (zobacz: piórolotkowate Polski).